# Rue de la Bastide
Pour les articles homonymes, voir Bastide et La Bastide.
La rue de la Bastide (en occitan : carrièra de la Bastida) est une voie de Toulouse, chef-lieu de la région Occitanie, dans le Midi de la France.

## Situation et accès

### Description
La rue de la Bastide est une voie publique. Elle se trouve dans le quartier quartier Arnaud-Bernard, dans le secteur 1 - Centre.

### Voies rencontrées
La rue de la Bastide rencontre les voies suivantes, dans l'ordre des numéros croissants :
1. Rue Pargaminières
2. Rue Valade

## Odonymie
La rue tient son nom de Raimond Durand, trésorier général de France, seigneur de La Bastide et propriétaire dans la deuxième moitié du XVIe siècle d'une maison à l'angle de la rue Valade.
La rue est désignée, dans les textes les plus anciens au XVIe siècle, comme la rue de Gaillac – elle ne doit d'ailleurs pas être confondue avec la voie actuelle du même nom. L'origine n'en est pas claire, peut-être le devait-elle à un de ses habitants, qui aurait appartenu à la famille Galhac, qui donna de nombreux capitouls entre les XIIIe et XVIe siècles. En 1794, pendant la Révolution française, on lui attribua le nom de rue l'Application, mais il ne fut pas conservé.